# 秋教成
秋教成（韓語：추교성，1971年5月21日—），韩国前男子乒乓球运动员。他曾获得1994年亚洲运动会乒乓球比赛男子双打金牌。他也曾获得1995年和1997年世界乒乓球锦标赛男子团体的铜牌。